# コニー・ドッグ
コニー・ドッグ（英：Coney Dog）は、イギリス原産の特定のサイトハウンド系の交雑犬種のひとつである。

## 歴史や概念
コニー・ドッグはラーチャーのタイプのひとつで、純血の犬種ではない。19世紀の終わりごろに考案された猟犬で、雄のウィペットと雌のボーダー・テリアかベドリントン・テリアを掛け合わせて生まれた交雑犬の雌を、再び父親のウィペットと戻し交配することで作出される。
もともとウィペットはイングリッシュ・グレイハウンドにテリアの血を加えてサイズを落とし、何回かグレイハウンドと戻し交配することでそれの外見・能力を保ったまま作り出されたものである。そのウィペットに更にテリアの血を加えることで狩猟本能をより高め、サイズをもっと小さくすることで飼育費用や手間を軽減させ、数回の交雑により雑種犬に現れる雑種化矯正を得ることを目的として作出された。
主にノウサギを狩るために用いられるが、アナグマやキツネを狩ることもある。どの獲物もサイトハウンドのように視覚で捉え、地上で追跡して仕留める。足はウィペットのように非常に俊足で、個体によりばらつきはあるが、時速60kmものスピードで駆け抜けることも出来る。獲物が茂みなどに隠れていても、隙を与えずに瞬時に仕留める。
狩猟が縮小された今日もブリーディングは継続されていて、ほぼ全ての犬が実猟犬として飼育されている。実猟に向かない犬やリタイヤ犬はペットとして飼育されているが、中には実猟犬として使えない犬を棄てたり殺したりする猟師も多く、問題となっている。
純血の犬種ではないため各国のケネルクラブからは公認されていないが、ラーチャーやソのタイプの犬の専門のドッグショーも催されており、容姿のよさや狩猟能力の高さが競われている。
イギリス国内でのみ飼育されている犬で、日本では飼育されていない。

## 特徴
戻し交配により作出されているため、ウィペット2：テリア1といった容姿をしている。引き締まってすらりとした体を持ち、背は流線型を描いている。脚は長く、走るのがとても速い。マズルは通常長いが、ボーダー・テリア系のものは若干短くなる傾向がある。耳はボタン耳或いはローズ耳、尾はサーベル形の垂れ尾。コートはスムースコートで、通常は硬めだが、ベトリントン・テリア系のものは時に柔らかな長毛になることもある。毛色に特に制限は無い。体高はウィペットよりも小さく、健康な範囲内であることがスタンダード（犬種基準）とされている（ちなみに、ウィペットの体高は雄48〜56cm、雌46〜53cmである）。性格は明るく従順、活発で愛情深い。個体によっては頑固で気が強い「テリア・キャラクター」という性質を現すものもいるが、通常はその性質が取り除かれ、扱いやすくなっている。しつけの飲み込みは普通で、状況判断力は高い。又、友好的で主人家族以外の人や動物に対しても好意的に接する。身体能力が高く、ドッグスポーツのアスリートドッグとしても最適である。運動量は非常に多く、雑種化矯正により平均寿命も長く、遺伝的疾患が出にくい。